# KENZAN!
『KENZAN!』（けんざん）は、講談社が年3回発行していた小説誌。2006年11月創刊。時代小説を掲載する。
発行月は3月、7月、11月。〈書籍型雑誌〉であり、雑誌ではなく書籍扱いであるため、バックナンバーも書店で購入することができる。
時代小説を書いたことのない作家に初の時代小説を書かせたり、台湾の作家高陽（かおやん）の作品を翻訳掲載したりするなど、時代小説に新たな風を吹き込むための試みを行っている。
2011年7月発売の第15号以降、刊行が途絶えており、歴史作家の伊東潤のブログによれば、休刊となったとされる。

## 掲載リスト

### 小説
新作小説
- 秋山香乃『雨に添う鬼』8-10号
- 阿部牧郎『曇天に窓があく』（2008年7月、ISBN 978-4-06-214766-8）3-5号
- 荒山徹『柳生大戦争』（2007年10月、ISBN 978-4-06-214344-8）1-3号
- 荒山徹『柳生大作戦』5-11号
- 池永陽『緋色の空』（2009年5月、ISBN 978-4-06-215470-3）2-7号
- 伊東潤「画龍点睛」(9)、「表裏者」(10)
- 稲葉稔『隠密拝命 八丁堀手控え帖』（2008年10月、ISBN 978-4-06-215055-2）4-6号
- 稲葉稔 『囮同心 深川醜聞始末』（2010年3月、ISBN 978-4-06-216104-6）8-10号
- 岩井三四二『南大門の墨壺』（2007年10月、ISBN 978-4-06-214345-5）1-3号
- 岩井三四二『覇天の歌』（2009年9月、ISBN 978-4-06-215763-6）6-9号
- 宇江佐真理「藤太の帯」(7)
- 梶よう子『迷子石』10,11号
- 神野オキナ『黒指のカイナ』 6-8,10,11号
- 北森鴻『双獣記』7-10号
- 金重明『悪党の戦』（2009年1月、ISBN 978-4-06-215225-9）5-7号
- 金重明『斗星の北天にあるに』9-11号
- 西條奈加「はなれ相生」(9)、「龍神の井戸」(10)、「手折れ若紫」(11)
- 佐藤友哉『風不死岳心中』8-11号
- 田牧大和『三悪人』（2009年1月、ISBN 978-4-06-215200-6）4-6号
- 田牧大和「舞う桜」(8)、「逸れる蛍」(9)、「隠す雪」(10)
- 畠中恵『アイスクリン強し』（2008年10月、ISBN 978-4-06-215006-4）1-5号
- 葉室麟「太閤謀殺」(7)、「謀攻関ケ原」(8)、「星火綺譚」(11)
- 火坂雅志「墓盗人」(4)
- 平山夢明『朧夜半次郎』2,4-8号
- 宮本昌孝『おねだり女房 影十手活殺帖』（2007年3月、ISBN 978-4-06-213886-4）1号
- 森福都『楽昌珠』（2007年10月、ISBN 978-4-06-214346-2）1-3号
- 森谷明子『葛野盛衰記』（2009年10月、ISBN 978-4-06-215846-6）3-7号
- 山崎洋子『横濱お吉異聞』10,11号
- 米村圭伍『山彦ハヤテ』（2008年2月、ISBN 978-4-06-214539-8）1-4号
- 米村圭伍「山彦ハヤテ」シリーズ 6-8号

翻訳小説
- 高陽（かおやん）（中国語版wikipedia）『荊軻』6-11号

再録再読傑作館
細谷正充監修。過去の名作を再録するコーナー。1号から9号まで掲載された。
1. 白石一郎「雑兵」
2. 島田一男「お控え様行状記」
3. 五味康祐「真田八勇士色かがみ」
4. 戸板康二「辻のわらじ」
5. 村上元三「夢の塔」
6. 藤本泉「媼繁昌記」
7. 山手樹一郎「豆腐屋剣法」
8. 都筑道夫「外道すごろく」
9. 戸川幸夫「五つの願い」

### その他
- 石川英輔『実見江戸の暮らし』（2009年12月、ISBN 978-4-06-215935-7）1-9号
- 平岩弓枝 1-6,8,9号
- 菊地ひと美 8-11号
- 中村彰彦 8-11号